# Wickerham Manor-Fisher, Pennsylvania
Wickerham Manor-Fisher, Pennsylvania (енгл. Wickerham Manor-Fisher) насељено је место без административног статуса у америчкој савезној држави Пенсилванија.

## Демографија
По попису из 2010. године број становника је 1.728, што је 55 (-3,1%) становника мање него 2000. године.
| Група             | 2000.         | 2010.         |
| Белци             | 1.729 (97,0%) | 1.679 (97,2%) |
| Афроамериканци    | 24 (1,3%)     | 14 (0,8%)     |
| Азијати           | 4 (0,2%)      | 7 (0,4%)      |
| Хиспаноамериканци | 6 (0,3%)      | 12 (0,7%)     |
| Укупно            | 1.783         | 1.728         |